# Los Minimalistas
Los Minimalistas (en inglés: The Minimalists) son los estadounidenses Joshua Fields Millburn y Ryan Nicodemus, que promueven un estilo de vida minimalista. Dan conferencias, escribieron libros, crearon el podcast de Los Minimalistas y su blog de minimalismo.  Educador T.K. Coleman se unió a Los Minimalistas como copresentador del podcast en agosto de 2022.

## Historia
Los autores, blogeros y conferencistas Joshua Fields Millburn y Ryan Nicodemus lanzaron su página web en 2010.
Desde entonces, publicaron libros, lanzaron un podcast y produjeron dos documentales. Han hablado en Harvard, Apple, Google, han dado dos charlas TEDx: Una vida rica con menos ("A Rich Life with Less") y El arte de dejar ir ("The Art of Letting Go").
Joshua Fields Millburn y Ryan Nicodemus son conocidos por sus documentales: Minimalismo. Un documental sobre la importancia de las cosas (Minimalism. A Documenta About the Important Things) de 2015 disponible en Youtube y Minimalismo: Menos es ahora (Minimalism: Less Is Now) de 2021 disponible en Netflix, nominado al Premio Emmy. 
En 2021 publicaron el libro superventas Amar a la gente, Usar cosas (Love People, Use Things). 

## Obras

### Libros
- 2011, Minimalismo. autoayuda
- 2012, As a Decade Fades.  novela de Joshua Fields Millburn.
- 2014, Todo lo que queda. memorias
- 2015, Esencial. ensayos.
- 2021, Amar a la gente, Usar cosas. (Celadon/Macmillan), relaciones

### Documentales
- 2015, Minimalismo: un documental sobre las cosas importantes.
- 2021, Minimalismo: Menos es ahora.